# Štiavnička
Štiavnička (in ungherese Kisselmec) è un comune della Slovacchia facente parte del distretto di Ružomberok, nella regione di Žilina.